# Cairano
Cairano – miejscowość i gmina we Włoszech, w regionie Kampania, w prowincji Avellino.
Według danych na 1 stycznia 2022 roku gminę zamieszkiwały 273 osoby (133 mężczyzn i 140 kobiet).